# 黄泥河镇 (富源县)
黄泥河镇，是中华人民共和国云南省曲靖市富源县下辖的一个镇。

## 行政区划
黄泥河镇下辖以下地区：
黄泥河社区、五乐社区、发祥村、牛场村、迤更者村、庆口村、布古村、新寨村、小羊场村、阿汪村、戛拉村、牛额村、龙潭村和普克营村。